# Epicrates crassus
La boa arco iris del cerrado (Epicrates crassus), también llamada boa arco iris misionera o boa arco iris paraguaya, es una especie de serpiente terrestre de la familia de las boas (Boidae). Habita en regiones cálidas de América del Sur. 

## Taxonomía
Durante largo tiempo se creía que el género Epicrates presentaba solo una especie continental, Epicrates cenchria, distribuida en las porciones continentales de América del Sur y Central, desde Nicaragua a la Argentina además de las islas de Trinidad y Tobago y Margarita. De este modo, este taxón fue clasificado solo como una de sus subespecies, pero como resultado de una revisión de todos los componentes de este complejo basado en un análisis de la variación morfológica, patrón de color merísticos y caracteres morfométricos, apoyado por otros análisis filogenéticos y de modelos ambientales, fueron reconocidas cinco especies: E. cenchria, E. crassus, E. maurus, E. assisi, y E. alvarezi; por lo que de acuerdo con los modernos arreglos taxonómicos, hoy se la integra en su propia especie.
Descripción original
Esta especie fue descrita originalmente en el año 1862 por el herpetólogo estadounidense Edward Drinker Cope.
Localidad tipo
La localidad tipo es: «Cadosa, río Paraná, Paraguay, América del Sur». En 1954 Amaral no logró ubicar dicha localidad, por lo que la corrigió por Gardosa, localidad que Waller et. al. tampoco lograron situar.
Ejemplar tipo
El ejemplar tipo es: USNM 12413. Se conserva, sumergido en etanol, en la División de Anfibios y Reptiles del Departamento de Zoología de Vertebrados del Museo Nacional de Historia Natural, del Instituto Smithsoniano.

## Características diagnósticas
Tanto los juveniles como los adultos, se diferencian de los de E. cenchria, E. maurus y E. alvarezi por tener la región dorsal con un color de fondo claro a marrón oscuro, y por tener 45 escamas subcaudales. Se distingue de E. cenchria y E. alvarezi por tener la cresta parietal apenas visible, y por la reducción del proceso del vómero alar; además se diferencia de E. alvarezi por tener hemipenes invertidos bifurcados después de la séptima subcaudal. De E. assisi se separa por tener lóbulos ligeramente más pequeños que el cuerpo hemipenial (aproximadamente dos veces más largo que ancho), por lóbulos ligeramente claviformes, y por tener generalmente 245 escamas ventrales.
- hileras de escamas dorsales al medio cuerpo: menos de 46;
- subcaudales 34 a 45;
- color de fondo dorsal: ladrillo, ocre o rojizo;
- a cada lado del cuello presenta una línea longitudinal clara.

## Distribución y hábitat
Se distribuye en Brasil desde las cabeceras de los afluentes australes del río Amazonas (latitud 13°S) hacia el sur, en todos los estados del centro del país: Rondônia, Tocantins, Pará, Goiás, Mato Grosso, Mato Grosso do Sul, Minas Gerais, São Paulo, hasta Paraná; estando citada también para Río Grande del Sur. 
También habita en el Paraguay, Bolivia —hasta el pedemonte andino— y el nordeste de la Argentina.
Es característica de ambientes abiertos, en especial del cerrado brasileño. Por otra parte, la mata atlántica también se indica como un hábitat adecuado. Se distribuye también por el Paraguay oriental, y en el noreste de la Argentina, constituyendo el límite austral de su geonemia global, donde es muy escasa, con pocos registros y una distribución muy restringida en el noreste de la mesopotamia en la provincia de Misiones, en una estrecha faja de 250 km de largo que contornea el litoral del río Alto Paraná. Allí preferiría habitar en formaciones abiertas y no en plena selva.

## Características y comportamiento
Esta especie es denominada comúnmente boa arcoíris dado el resplandor multicolor que muestra su cuerpo cuando es exhibido a los rayos del sol.
Su longitud generalmente ronda los 2 m, en el caso de las hembras adultas. Es un animal nocturno de costumbres tímidas. Se alimenta especialmente de pequeños mamíferos; complementa su dieta con aves.
Es más corta, gruesa, cilíndrica y maciza que Epicrates alvarezi. 
Su longitud generalmente no supera los 120 centímetros, en el caso de las hembras adultas. 
Costumbres
Es un animal nocturno de costumbres tímidas. Se alimenta especialmente de pequeños mamíferos; complementa su dieta con aves. Mata por constricción. Es voluminosa, lenta y fácilmente irritable. Deambula por el suelo, aunque trepa a los árboles cuando se enfrenta a un potencial peligro.
Reproducción
Su reproducción es vivípara. Las cópulas se presentan en la primavera, durante el cortejo, el macho frota a la hembra con los espolones que posee a ambos lados de la cloaca, con el objetivo de estimularla. Durante el verano se produce la gestación, la cual dura 5 meses, hasta que en marzo pare un promedio de 8 crías, de unos 30 centímetros de largo.

## Conservación
Es cazada por su cuero, aunque mayormente se la mata por el temor que generan todas las serpientes, especialmente las grandes. Sufre por los desmontes de su hábitat natural, y la trasformación de su ecosistema en tierras de cultivo o para la ganadería intensiva.
La pequeña región que habita en la Argentina se encuentra afectada por la creciente urbanización y por las explotaciones agropecuarias y plantaciones forestales, existiendocon profunda alteración y pérdida de su hábitat. Los ejemplares encontrados fueron muertos por lugareños o colectados en caminos por haber sido víctimas de atropellamientos por vehículos. Además de estas problemáticas, se suma el hecho de ser buscada para el mascotismo. En ese país está considerada en la categoría de: «En Peligro».